# Manilva
Manilva és un municipi d'Andalusia, a la província de Màlaga. Limita amb Casares i amb la província de Cadis.
El paisatge predominant consisteix en petits pujols separats per rierols i valls amb una gran depressió calcària darrere del nucli de població coneguda com el Canuto de la Utrera. Es compon de tres nuclis principals de població: el nucli principal, Manilva, aproximadament 2 km terra endins; la vila costanera de San Luis de Sabinillas (coneguda com a Sabinillas), i la barriada de pescadors d'El Castillo de la Duquesa (coneguda com El Castillo), 1,75 km a l'oest seguint la línia de la costa. A part d'aquests nuclis, hi ha diverses promocions i urbanitzacions, com El Puerto de la Duquesa, que estan convertint el municipi en una petita ciutat costanera.
A l'est hi ha el municipi d'Estepona, tradicional port pesquer convertit en ciutat turística, i al nord, el de Casares, típic poble blanc andalús incrustat a la muntanya que ofereix un espectacular paisatge. Tota l'àrea està dominada pel Pico de los Reales, de 1.452 metres d'altura, des d'on es pot gaudir d'una excel·lent panoràmica de la zona.